# チャリングクロス・ユーストン・アンド・ハムステッド鉄道

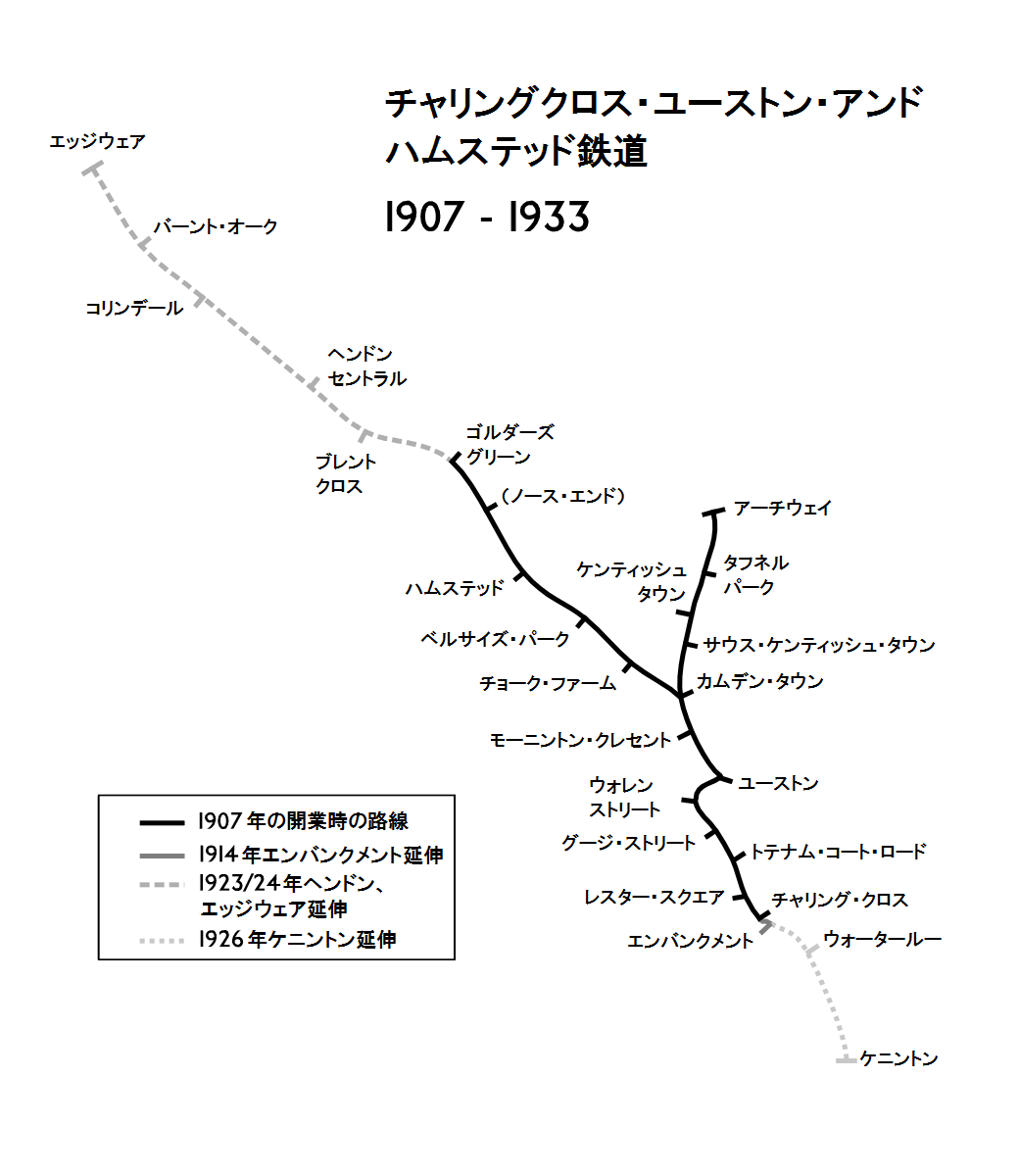
チャリングクロス・ユーストン・アンド・ハムステッド鉄道の路線図

チャリングクロス・ユーストン・アンド・ハムステッド鉄道（チャリングクロス・ユーストン・アンド・ハムステッドてつどう、英語: Charing Cross, Euston and Hampstead Railway、CCE&HR）は、1891年に設立された、ロンドンの大深度地下鉄会社である。チューブと呼ばれる断面の小さなトンネルを使用した地下鉄の一路線で、ハムステッド・チューブ（英語: Hampstead tube）とも呼ばれた。資金集めに難航したことから、創立後10年以上着工されないままとなっていたが、1900年にはアメリカ人投資家チャールズ・ヤーキス率いるロンドン地下電気鉄道（英語:Underground Electric Railway of London、UERL）の一部となり、ヤーキスが主にイギリス国外で募った出資で建設資金を集めることに成功している。各種路線案が検討され、議会に認可を申請したが、ほとんどの案は不認可となり、結局ハムステッド・ヒース地下を通る路線案がヒースの環境に深刻な影響を与えると主張する地元住民の反対を押し切って採用された。
1907年、チャリングクロス・ユーストン・アンド・ハムステッド鉄道はチャリング・クロスを南端、アーチウェイ及びゴルダーズ・グリーンを北端とする7.67マイル (12.34 km)の地下複線と16の駅で開業した。1914年から1920年代中期にかけてゴルダーズ・グリーンからエッジウェアへ、チャリング・クロスからテムズ川の下を横断してケニントンまで延伸し、14.19マイル (22.84 km)の路線に23駅をもつようになった。1920年代の延伸によりチャリングクロス・ユーストン・アンド・ハムステッド鉄道の路線はシティ・アンド・サウス・ロンドン鉄道（英語: City and South London Railway、C&SLR）の路線と接続され、一体に運転されるようになった。両者の路線はのちにロンドン地下鉄のノーザン線となっている。
開業後1年もたたないうちにロンドン地下電気鉄道の経営陣はチャリングクロス・ユーストン・アンド・ハムステッド鉄道などロンドン地下電気鉄道の傘下各社の乗客数見通しが過大であった事への対応を迫られるようになり、他の地下鉄会社との連携や、路線延伸による乗客誘致などの施策を打ったが資金難は改善せず、1933年にチャリングクロス・ユーストン・アンド・ハムステッド鉄道は親会社であるロンドン地下電気鉄道とともに公営化された。チャリングクロス・ユーストン・アンド・ハムステッド鉄道が建設した路線はこんにちロンドン地下鉄ノーザン線チャリング・クロス支線とハイ・バーネット支線の一部及びエッジウェア支線となっている。

## 創立

### 起源 1891年 - 1893年
1891年11月、ハムステッド・セントパンクラス・アンド・チャリングクロス鉄道（英語: Hampstead, St Pancras & Charing Cross Railway、HStP&CCR）と称する、ハムステッドのヒース・ストリートからチャリング・クロスのストランドを結ぶ地下鉄道建設の認可を求める個別的法律案が議会に提出された。この路線案はハムステッド・ハイ・ストリート、ロズリン・ヒル、ヘイバーストック・ヒル、チョーク・ファーム・ロード、ハムステッド・ロード、ユーストン・ロードを通った後南に向きを変え、トテナム・コート・ロード、チャリング・クロス・ロード、キング・ウィリアム・ストリート（後のウィリアム4世ストリート）を通ってストランド近くのエイガー・ストリートに至り、ユーストン・ロードの北から東にドラモンド・ストリートの下を通ってユーストン、セント・パンクラス及びキングス・クロスに至る支線も併せ、ハムステッド、ベルサイズ・パーク、チョーク・ファーム、カムデン・タウン、セイモア・ストリート（後にエヴァーショルト・ストリートの一部となる）、ユーストン・ロード、トテナム・コート・ロード、オックスフォード・ストリート、エイガー・ストリート、ユーストン、キングス・クロスに駅を設ける計画とされていた。この時点では電気駆動とするか、ケーブルによる推進とするかの結論は出ていなかったが、ロンドン・アンド・ノースウェスタン鉄道のチョーク・ファーム駅 （後のプリムローズ・ヒル駅）近くのチョーク・ファーム・ロード沿いにあった石炭集積場近くに発電所を設ける計画とされた。
ハムステッド・セントパンクラス・アンド・チャリングクロス鉄道の発案者たちは1890年11月に開業し、初年度から成功を収めた世界初の大深度地下鉄であるシティ・アンド・サウス・ロンドン鉄道（英語: City and South London Railway、C&SLR）の成功に触発されたものであり、1892年の議会会期には他に3つの地下鉄会社の個別的法律案が提出された。統一された思想のもとでの審査を行うため、議会特別委員会が設置されている。委員会は大深度地下鉄の建設及び運営に関する様々な問題に対する事例を取り上げ、トンネル直径、列車の動力、通行権の付与についての提言を行った。ユーストンから先の支線以外のハムステッド・セントパンクラス・アンド・チャリングクロス鉄道の路線について委員会は議会に個別的法律案を提出することを認め、社名の変更を経て1893年チャリングクロス・ユーストン・アンド・ハムステッド鉄道法として女王裁可を得た。

### 建設資金調達 1893年 - 1903年
チャリングクロス・ユーストン・アンド・ハムステッド鉄道の認可は下りたものの、建設資金となる会社資本の調達は別の問題として残っていた。1892年の議会審議で認可されたベーカーストリート・アンド・ウォータールー鉄道（英語: Baker Street and Waterloo Railway、BS&WR）、ウォータールー・アンド・シティ鉄道（英語: Waterloo and City Railway、W&CR）、グレート・ノーザン・アンド・シティ鉄道（英語: Great Northern and City Railway、GN&CR）及び1891年に認可を得たセントラル・ロンドン鉄道（英語: Central London Railway、CLR）も同様に資金調達の問題に直面していたが、この5社に加え、最初の大深度地下鉄であるシティ・アンド・サウス・ロンドン鉄道も路線延伸のための資金集めをこのころに行っていた。ウォータールー・アンド・シティ鉄道は計画路線延長が短かったことに加え、ロンドン・アンド・サウスウェスタン鉄道の支援と、配当保証により資金集めに成功していたが、これは唯一の例外であった。チャリングクロス・ユーストン・アンド・ハムステッド鉄道及び他の後発4社は1890年代の大半を資金集めに費やしたが、金融市場の反応は薄いままだった。1894年4月に発行された額面10ポンドの177,600株のうち、わずか451株が売れたにとどまっていた。

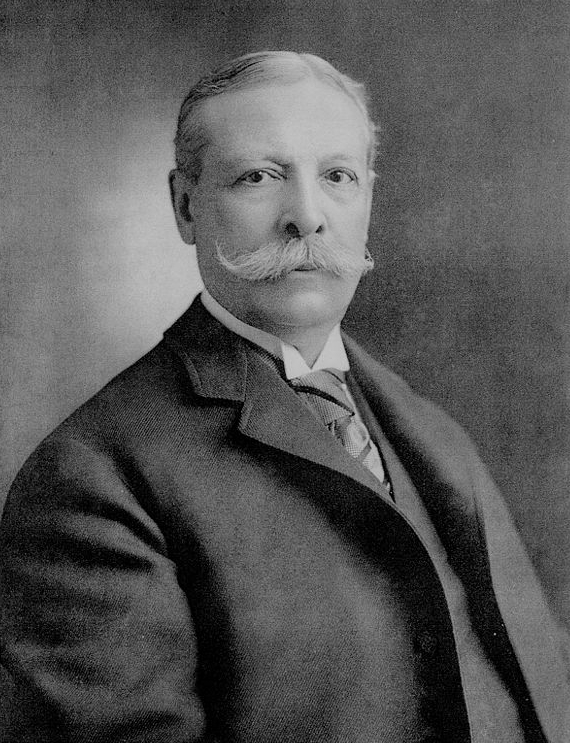
1900年にチャリングクロス・ユーストン・アンド・ハムステッド鉄道を購入したアメリカ人投資家チャールズ・ヤーキス

この種の計画の通例にもれず、1893年法の土地収用と資金調達には期限が定められていた。個別的法律によって得た権限を維持するため、チャリングクロス・ユーストン・アンド・ハムステッド鉄道は議会に数度にわたって期限延長の個別的法律案を出し、1897年、1898年、1900年及び1902年チャリングクロス・ユーストン・アンド・ハムステッド鉄道法として女王裁可を得ている。
1897年には建設業者が決定したが、資金不足により着工には至らなかった。1880年代から1890年代にかけてシカゴの路面鉄道網構築で財をなしたアメリカ人投資家、チャールズ・ヤーキス率いる投資家集団がロンドンでの同様の投資機会を求め、チャリングクロス・ユーストン・アンド・ハムステッド鉄道の救済に1900年に乗り出した。ヤーキスとヤーキスの支援者たちは1900年9月に10万ポンド（2014年の966万ポンドに相当）でチャリングクロス・ユーストン・アンド・ハムステッド鉄道を買収、次いで未開業の地下鉄会社を次々に買収し、開業にこぎつけたものの資金難にあえいでいたメトロポリタン・ディストリクト鉄道（英語: Metropolitan District Railway、MDR）も傘下に収めた。
チャリングクロス・ユーストン・アンド・ハムステッド鉄道はディストリクト鉄道の電化と地下鉄路線の建設を目的にヤーキスが設立したロンドン地下電気鉄道（英語: Underground Electric Railways Company of London、UERL）の傘下に入り、ロンドン地下電気鉄道はおもにイギリス国外の投資家から株式公開時に500万ポンドの資金を集めた。ロンドン地下電気鉄道傘下各社の地下鉄路線建設工事の進捗に従って株は追加で販売され、1903年までに総額1800万ポンド（2014年の17.3億ポンドに相当）に達した。

### 路線計画 1893年 - 1903年
資金集めと並行して、チャリングクロス・ユーストン・アンド・ハムステッド鉄道の路線案の確定作業が進んだ。1894年11月24日にはチャリング・クロス、オックスフォード・ストリート、ユーストン、カムデン・タウンの駅建設用地を買収する個別的法律案が議会に提出され、1895年7月20日に1894年チャリングクロス・ユーストン・アンド・ハムステッド鉄道法として女王裁可された。1897年11月23日には南側の終点をストランドの南側、クラヴェン・ストリートの下に変更する個別的法律案が議会に提出され、1898年チャリングクロス・ユーストン・アンド・ハムステッド鉄道法として1898年7月25日に発効した。
1898年11月22日、チャリングクロス・ユーストン・アンド・ハムステッド鉄道は路線の変更とカムデン・タウンからミッドランド鉄道のケンティッシュ・タウン駅建設が計画されていたケンティッシュ・タウンまでの延伸を求める個別的法律案を議会に提出した。ケンティッシュ・タウンから先はチャリングクロス・ユーストン・アンド・ハムステッド鉄道の路線は地上に出て、ハイゲート・ロード東側の土地（のちにインゲストル・ロード・エステートが建設されている）に車両基地を建設する計画とされた。ユーストンへの支線を南に延伸してカムデン・ハイ・ストリートの南で本線に接続する計画修正も提案され、ユーストン・ロードからカムデン・ハイ・ストリートの既存案は廃案とされた。個別的法律案にはクランボーン・ストリートに新しい駅、レスター・スクウェアを設けるための土地収用権利も含まれていた。個別的法律案は1899年8月9日に1899年チャリングクロス・ユーストン・アンド・ハムステッド鉄道法として女王裁可された。
1900年11月23日、チャリングクロス・ユーストン・アンド・ハムステッド鉄道は路線計画の大規模な変更を2つの個別的法律案として議会に諮った。1つ目の個別的法律案ではハムステッドから北にゴルダーズ・グリーンまでの路線延長、駅、路線、ゴルダーズ・グリーンに設置を計画していた車両基地の用地取得と、女王裁可済路線案の微修正が提案され、2つ目の個別的法律案ではもうひとつの北側の終点だったケニッシュ・タウンからブレックノック・ロード、アーチウェイ・タヴァーン、アーチウェイを通ってハイゲートまでの延長と、南側の終点だったチャリング・クロスからパーラメント・スクエア、アーティラリー・ロウを経由してヴィクトリア駅までの延長が提案された。
ゴルダーズ・グリーンへの路線延長はチャリングクロス・ユーストン・アンド・ハムステッド鉄道の路線がロンドン郊外を抜けて農業地帯に達することを意味した。この延長によってチャリングクロス・ユーストン・アンド・ハムステッド鉄道は車両基地に適した用地を確保できるとされた一方、ヤーキスの狙いは鉄道開業前に確保した農地を宅地として開発、販売することで利益を得ることにあると考えられた。
チャリングクロス・ユーストン・アンド・ハムステッド鉄道の2つの個別的法律案と同じ時期に、ロンドン市内への地下鉄路線建設提案が乱立していた。1892年と同様、路線案を審査するための議会特別委員会が設置され、ウィンザー卿が委員長となった。委員会は1901年議会の審議期間中に報告書をまとめることが出来ず、1902年の議会に再度個別的法律案を提出するよう提案者に求める事態となった。チャリング・クロス・ユーストン・アンド・ハムステッド鉄道の2つの個別的法律案は1901年11月に、ゴルダーズ・グリーンへの延長計画の微修正と、チャリング・クロス駅の下を抜け、ヴィクトリア堤防まで達してメトロポリタン・ディストリクト鉄道の駅と連絡する延伸の提案を盛り込んだ3つ目の個別的法律案と共に議会に提出された。

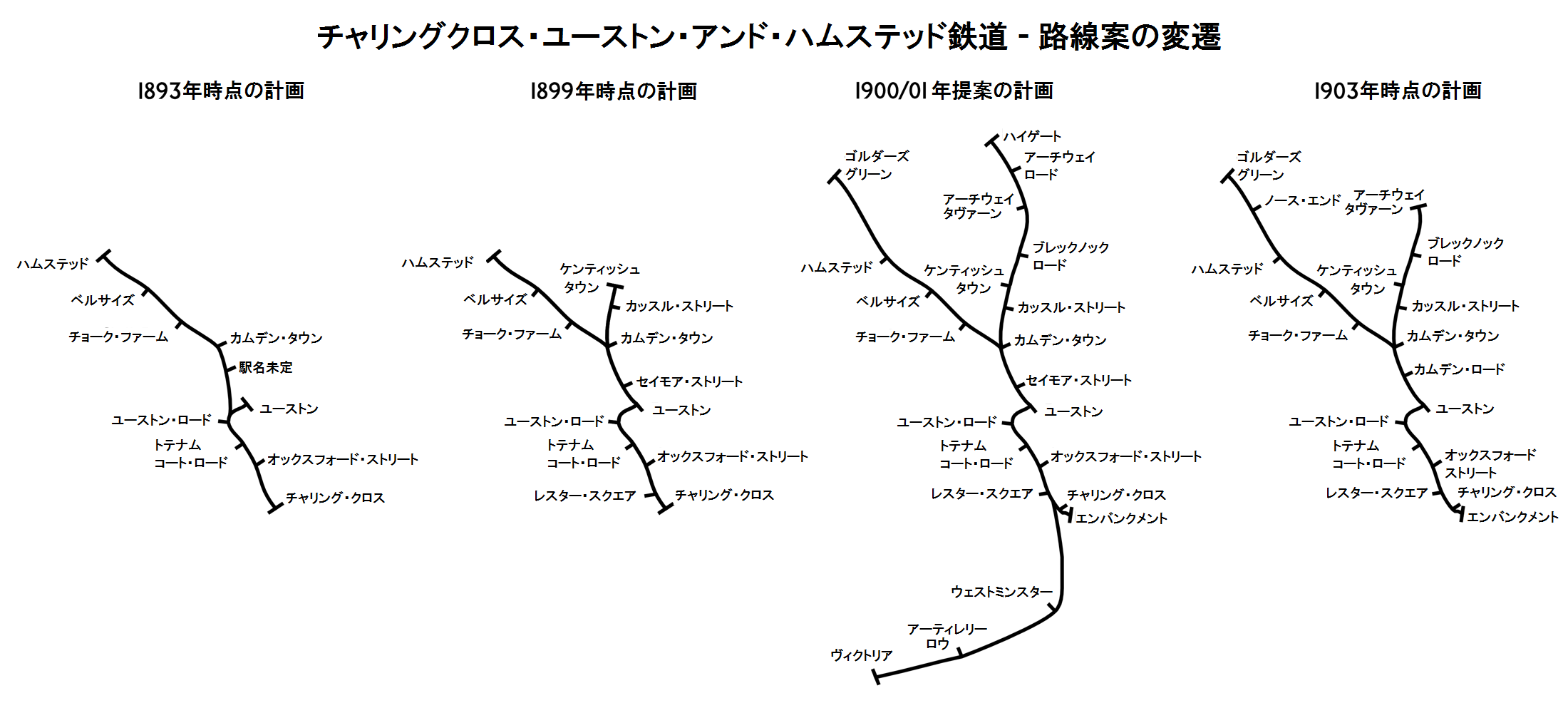
チャリングクロス・ユーストン・アンド・ハムステッド鉄道の建設が始まるまでの各路線案

個別的法律案はリブルスデール卿を委員長とする議会特別委員会で審議された。アーチウェイ・タヴァーンからハイゲートに達する北東方向の延伸と、チャリング・クロスからヴィクトリアに達する南方向の延伸は議会の基準（スタンディング・オーダー）を満足しなかったため、否認された。

#### ハムステッド・ヒースをめぐる議論
チャリングクロス・ユーストン・アンド・ハムステッド鉄道の路線案のうち、多くの議論を呼んだのがハムステッドからゴルダーズ・グリーンまでの区間である。この区間では、ハムステッド・ヒースの下をトンネルが通過する計画とされたため、ヒースの自然環境への影響が小さくないとして強硬な反対を受けることになった。ハムステッド・ヒース保護協会と称する団体は、トンネルによってヒースの地下水が減少し、列車の振動によって樹木が痛むと主張し、「タイムズ」も1900年12月25日の紙面にこの団体の意見に押される形で「ヒースの地下に設けられる巨大なチューブは、地下水の排水管として機能することは疑いない。地面が湿気を失うことで、草や灌木は打撃を受けるであろう。さらに、大深度に埋められたトンネルの中を通過する列車によって地盤が振動し、この大小の振動によって樹木の根が傷むことは疑いの余地がない」とする論説を掲載した。

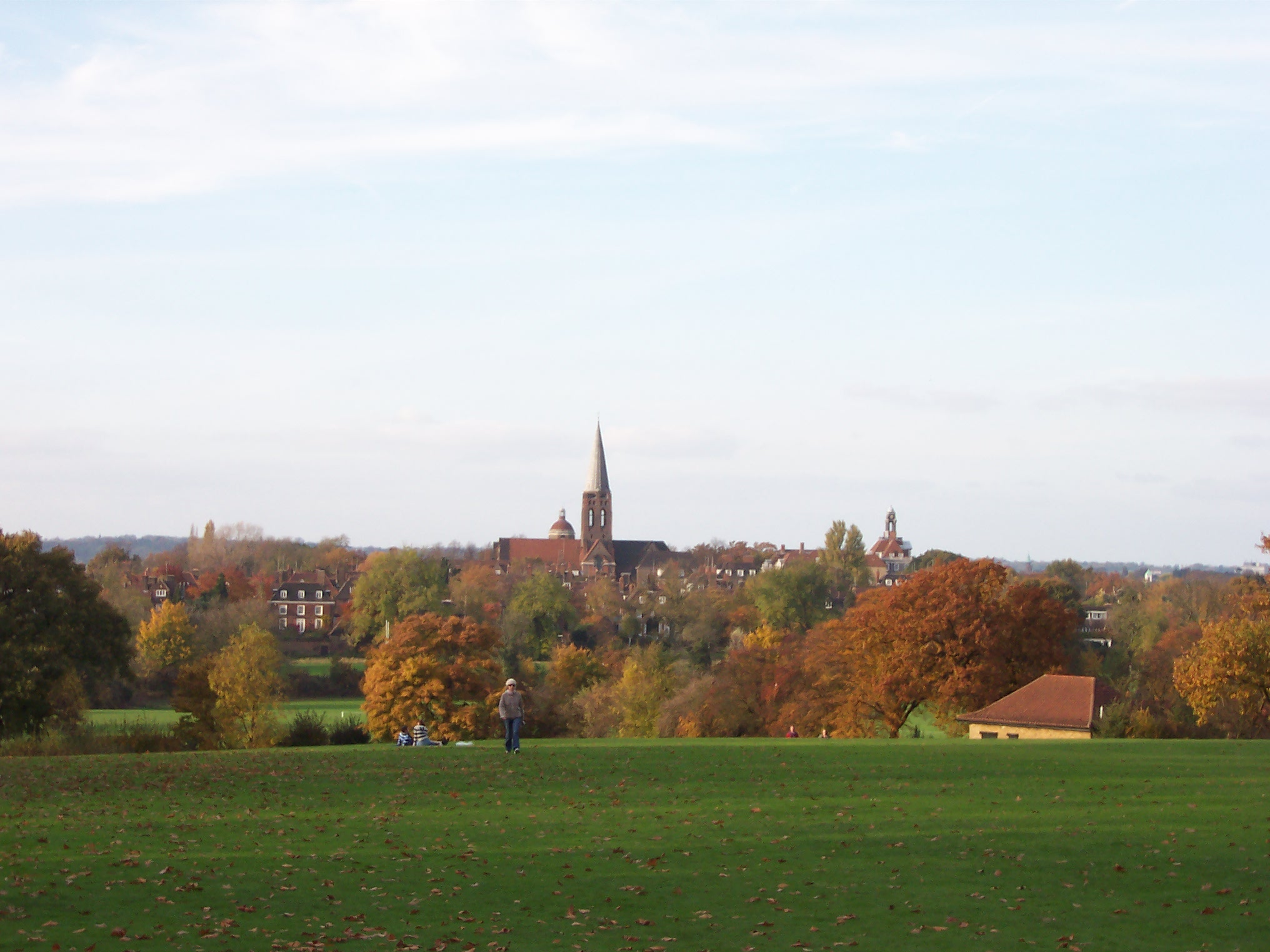
ハムステッド・ヒース

現実には、トンネルはロンドンの地下鉄路線の中で最も深い、地面から200フィート (61 m)下に掘削される計画であり、チャリングクロス・ユーストン・アンド・ハムステッド鉄道の代理人は議会特別委員会での演説で、「この様な不合理がかつてあっただろうか。ロンドンの地下240フィートで水の流れを心配する必要があろうか。ロンドンの地下の堅い花崗岩ほど無意味なことだ。地下240フィートの振動が樹木の根に影響すると考える必要があるだろうか。この様な団体の意見に、委員会の時間を割くほど無意味なことはないのではないだろうか」と侮蔑をこめて論駁した。
エッジウェア・アンド・ハムステッド鉄道（英語: Edgware & Hampstead Railway、E&HR）もハムステッド・ヒースの下を通過してエッジウェアからハムステッドを結ぶ路線の個別的法律案を議会に提出していた。エッジウェア・アンド・ハムステッド鉄道はチャリングクロス・ユーストン・アンド・ハムステッド鉄道とハムステッドで接続することを当初計画していたが、ゴルダーズ・グリーンとハムステッドの間に2本の路線を敷設することを避けるため、接続点をゴルダーズ・グリーンとすることで両社が合意している。
ハムステッド・ロンドン特別区は当初ハムステッド・ヒースの下を通過する路線に反対していたが、ハムステッド・ヒースへの訪問客の便を図るため、ゴルダーズ・グリーンとハムステッドの間に駅を設けることを条件に賛成に転じている。ハムステッド・ヒースの北端に位置するノース・エンドに、隣接する地帯を住宅地として開発することも見込んだ駅を建設することが路線案に追加された。議会は、地下鉄建設はハムステッド・ヒースの環境に影響を与えないと判断し、1902年11月18日、1902年チャリングクロス・ユーストン・アンド・ハムステッド鉄道法及び1902年エッジウェア・アンド・ハムステッド鉄道法として建設案が国王裁可された。

### 建設 1902年 – 1907年
ロンドン地下電気鉄道から資金提供を受け、路線案も固まったことを受け、1902年7月にチャリングクロス・ユーストン・アンド・ハムステッド鉄道は用地にある建物の解体などの建設準備に入った。1902年11月21日、チャリングクロス・ユーストン・アンド・ハムステッド鉄道は駅建設用地の追加収用、エッジウェア・アンド・ハムステッド鉄道の吸収、認可されたものの建設意義が低いと考えられていたケニッシュ・タウンからハイゲート・ロード車両基地への区間の建設取りやめを議会に提案、1903年チャリングクロス・ユーストン・アンド・ハムステッド鉄道法として1903年7月21日に国王裁可を得た。
1903年9月に直径およそ11フィート8インチ (3.56 m)のトンネル2本を並行させる方式でトンネル掘削を開始、駅舎の地上構造物は建築家レスリー・グリーンが設計した、ロンドン地下電気鉄道標準設計のものが採用された。駅舎は鉄骨2階建てで、赤い釉薬をかけたテラコッタブロックで表面が飾られるとともに、大きな半円形の窓が上階に設けられた。各駅には駅舎とホームを結ぶ2から4基のエレベーターと非常用螺旋階段が設けられた。
建設工事と並行して、チャリングクロス・ユーストン・アンド・ハムステッド鉄道はトテナム・コート・ロードに駅を建設するための用地買収個別的法律案及びモーニントン・クレセントへの駅建設とチャリング・クロス終点の計画を変更、本線鉄道のチャリング・クロス駅前を掘削して地下鉄駅を建設する個別的法律案を議会に提出し、前者は1904年7月22日に1904年チャリングクロス・ユーストン・アンド・ハムステッド鉄道法として、後者は1905年8月4日に1904年チャリングクロス・ユーストン・アンド・ハムステッド鉄道法として認可を得た。
1904年にハムステッド・ヒース延伸線の建設推進のため、ノース・エンドの住宅用地を自然保護運動家に売却したため、ノース・エンドに計画していた駅の利用客数が大幅に減少することが確実となった。ノース・エンド駅の建設はペースを落としながらも続けられ、駅ホーム、旅客通路などの掘削が行われたが、エレベーター、非常階段用の竪穴掘削及び駅舎建設工事が始まる前の1906年に駅建設が中止された。
1905年12月にチャリングクロス・ユーストン・アンド・ハムステッド鉄道のトンネル工事は完了し、引き続き駅施設の建設、レール敷設、信号設備の工事が行われた。1846年軌間統一法後の建設であり、標準軌が採用されている。チャリングクロス・ユーストン・アンド・ハムステッド鉄道はロンドン地下電気鉄道の傘下にあったため、同じくロンドン地下電気鉄道の傘下にあったメトロポリタン・ディストリクト鉄道用に建設されたロッツ・ロード発電所から電力供給を受けるよう計画が変更され、チョーク・ファームへの発電所建設は行われなかった。電化方式はロンドン地下電気鉄道傘下の各社同様、2本の走行用軌道の中央にマイナス210 V、走行用軌道の外側にプラス 420 Vを印加する4線軌条式、直流630 Vが採用された。チャリング・クロスとエンバンクメントの間の路線は建設されず、チャリング・クロスが南側の終点となり、試運転ののち1907年の開業を迎えた。

## 開業

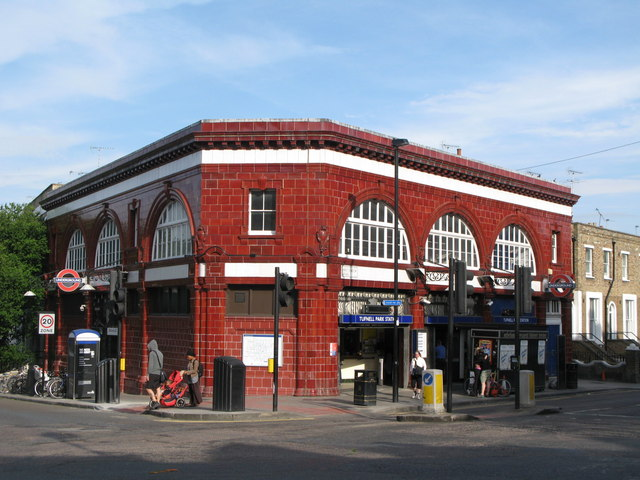
レスリー・グリーン設計によるタフネル・パーク駅。チャリングクロス・ユーストン・アンド・ハムステッド鉄道の多くの駅が同様の設計の駅舎を備えた。

チャリングクロス・ユーストン・アンド・ハムステッド鉄道はロンドン地下電気鉄道傘下の3社では最後に開業したため、「ラスト・リンク」のキャッチコピーで開業前に宣伝が行われた。1907年6月22日、通商大臣デビッド・ロイド・ジョージを迎えて開業式が行われ、当日は運賃が無料とされた。チャリングクロス・ユーストン・アンド・ハムステッド鉄道は次第に「ハムステッド・チューブ」または「ハムステッド鉄道」の略称で知られるようになり、駅舎や地下鉄路線図にもこの略称が用いられた。
開業時には以下の駅が設置された。
| - チャリング・クロス - レスター・スクウェア - オックスフォード・ストリート （後のトテナム・コート・ロード） - トテナム・コート・ロード （後のグージ・ストリート） - ユーストン・ロード （後のウォーレン・ストリート） - ユーストン - モーニントン・クレセント - カムデン・タウン ゴルダーズ・グリーン支線 - チョーク・ファーム - ベルサイズ・パーク - ハムステッド - ゴルダーズ・グリーン ハイゲート支線 - サウス・ケンティッシュ・タウン（1924年廃止） - ケンティッシュ・タウン - タフネル・パーク - ハイゲート（後のアーチウェイ） |

チャリングクロス・ユーストン・アンド・ハムステッド鉄道の開業時用にはロンドン地下電気鉄道用にアメリカン・カー・アンド・ファンドリーで製造され、マンチェスターで最終組み立てが行われた車両が充てられた。
列車は動力用の機関車をもたない電車による編成となった。乗客は車両の両端に設けられた折りたたみ式の格子状ゲートを通って乗降した。ゲートマンと呼ばれる乗務員が車両両端のデッキに乗車し、ゲートの開閉を担当するとともに駅到着時には駅名を案内していた。同様の設計の車両は同じくロンドン地下電気鉄道の傘下にあったグレート・ノーザン・ピカデリー・アンド・ブロンプトン鉄道とチャリングクロス・ユーストン・アンド・ハムステッド鉄道でも使用され、1906形電車又はゲート形電車と呼ばれた。

## 共同運行と統合 1906年–1910年
ロンドン地下電気鉄道は建設資金を調達し、わずか7年で路線を建設することには成功したが、開業後の収益は成功と呼べるものではなかった。開業後12カ月でハムステッド・チューブは開業前、年間5000万人の乗客を見込んでいたが、実績は2500万人、想定の50パーセントにとどまった。 ロンドン地下電気鉄道傘下の各路線と、新規に電化したディストリクト鉄道の乗客数想定は同様に過大なもので、実績は想定の50パーセント程度にとどまった。
ロンドン地下電気鉄道の路線間や半地表地下鉄との競合に加え、急激に路線を拡大した路面電車が馬車の乗客の大半を奪ったことが計画値に乗客数が達さなかった要因として挙げられている。この問題は多かれ少なかれロンドンの地下鉄会社すべてが抱えるもので、乗客数が想定に満たなかったことから、各路線の収益も開業前の計画値に達さず、ロンドン地下電気鉄道を含む地下鉄会社は借入金の返済、配当の支払いに苦慮するようになっていった。
1907年から、収益構造の改善のため、ロンドン地下電気鉄道、シティ・アンド・サウス・ロンドン鉄道、セントラル・ロンドン鉄道、グレート・ノーザン・アンド・シティ鉄道は統一運賃制度を導入、1908年からはロンドン・アンド・サウス・ウェスタン鉄道の傘下にあったウォータールー・アンド・シティ鉄道を除く地下鉄各社が統一ブランド名、アンダーグラウンド（英語: The Underground）を使うようになった。
ロンドン地下電気鉄道傘下の3つの地下鉄会社は、法的には別の会社として残っており、独自の経営陣、株主をもち、配当の仕組みも異なっていた。会社組織の重複を排除し、一貫した経営を実現することによる経費節減を狙い、ロンドン地下電気鉄道は1909年11月に傘下3社を1つの会社、ロンドン電気鉄道（London Electric Railway 、LER）に統合する計画案を提出した。この計画案は1910年7月26日に、1910年ロンドン電気鉄道法として国王裁可を得た。

## 延伸

### エンバンクメント1910年 – 1914年
1910年11月ロンドン地下電気鉄道は、1902年に認可を受けながら未着工となっていたチャリング・クロスからエンバンクメントまでの区間の再認可を議会に申請した。この延伸案では、単線トンネル2本からなる既存線を、テムズ川の下の一方通行のループ線で接続し、途中に1面1線のエンバンクメント駅を設け、この駅でベーカーストリート・アンド・ウォータールー鉄道、メトロポリタン・ディストリクト鉄道と連絡するものとされた。この案は1911年6月2日に1911年ロンドン電気鉄道法として国王裁可を得た。ループ線はメトロポリタン・ディストリクト鉄道駅北西に掘削した大きな穴を通じて建設され、既存の半地表地下鉄駅と連絡するエスカレーターが設けられた。延伸線は1914年4月6日に開業し1駅が新規に開業した。
- チャリング・クロス（エンバンクメント） （後のエンバンクメント）[注釈 24]

### ヘンドン及びエッジウェア 1902年 - 1924年
エッジウェア・アンド・ハムステッド鉄道は路線認可後10年にわたりチャリングクロス・ユーストン・アンド・ハムステッド鉄道、ワトフォードへの路線を計画していたワトフォード・アンド・エッジウェア鉄道（英語: Watford and Edgware Railway、W&ER）と共同して路線計画の微調整を重ねるのと並行して資金調達を行っていた。
1906年ワトフォード・アンド・エッジウェア法の成立により、ワトフォード・アンド・エッジウェア鉄道は短期間ゴルダーズ・グリーンからエッジウェアへの路線を建設する権利をエッジウェア・アンド・ハムステッド鉄道から継承したが、建設資金の不足からエッジウェア・アンド・ハムステッド鉄道と合併の上ゴルダーズ・グリーン - ワトフォード間を軽便鉄道として建設する方針に転換し、個別的法律案を議会に提出したが、否決され、この区間の建設主導権はチャリングクロス・ユーストン・アンド・ハムステッド鉄道に戻った。
エッジウェア・アンド・ハムステッド鉄道は1905年、1909年、1912年に建設期間延長、路線計画変更、高架橋及びトンネルの建設、路線建設に支障する道路の廃止、付け替えなどの認可を得ていたが、路線自体はチャリングクロス・ユーストン・アンド・ハムステッド鉄道によって運営されることが想定されていた。1912年に成立した1912年ロンドン電気鉄道法により、エッジウェア・アンド・ハムステッド鉄道はロンドン電気鉄道に買収されることが認可された。
買収後も工事は着工されず、第一次世界大戦の勃発によってさらに工事は延期されることとなった。戦時特例により、エッジウェア・アンド・ハムステッド鉄道関連の個別的法律は1916年から1922年まで毎年延期され、用地買収の最終期限は1924年8月7日とされた。延長された用地買収期間中にもロンドン地下電気鉄道は建設資金を調達することはできず、戦時中の建設コスト急騰により、建設資金の回収は一層困難になっていった。

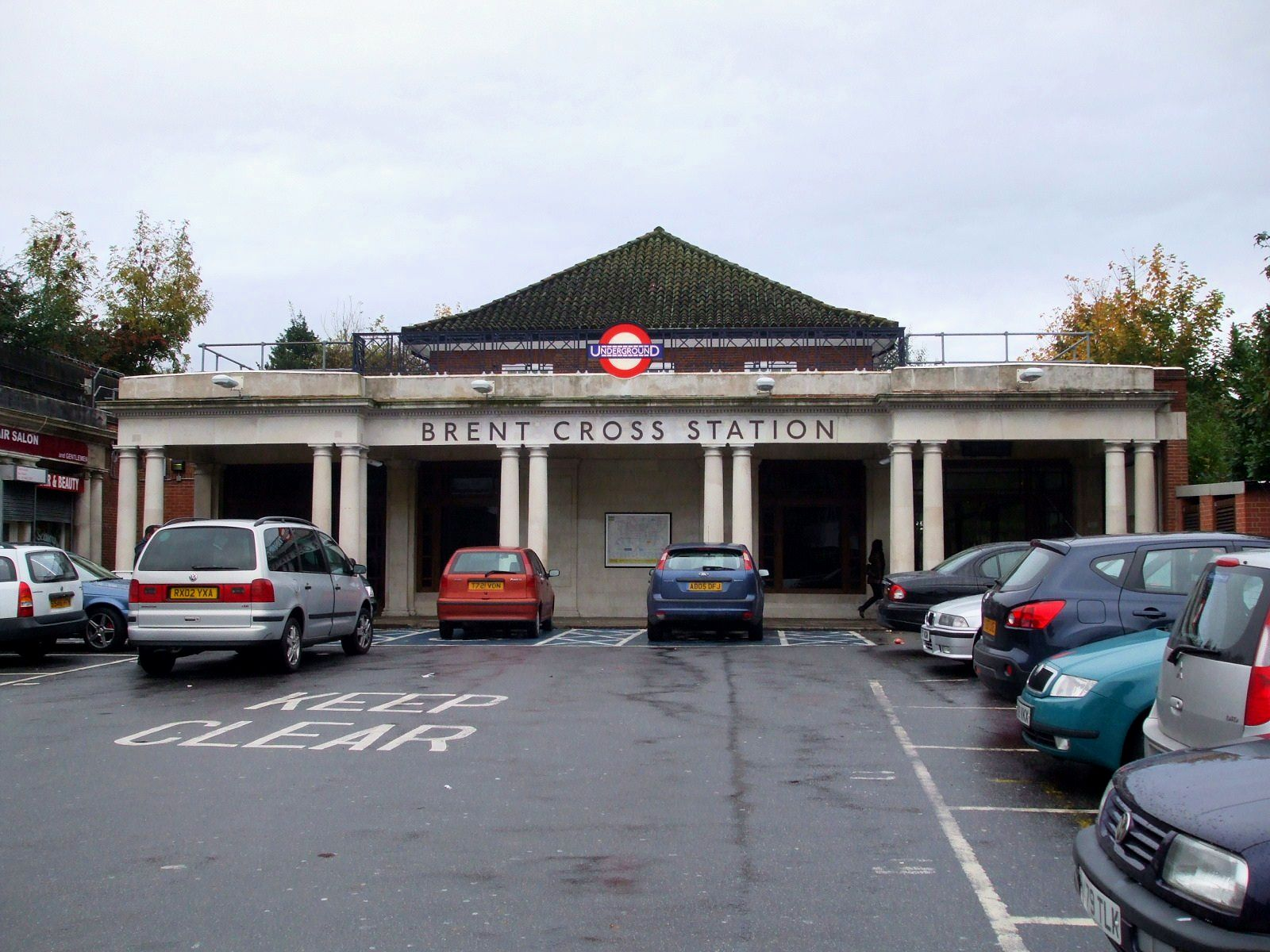
エッジウェア延伸時に建設された、スタンレー・ヒープス設計による駅舎の例。ブレント・クロス駅

政府が1921年産業振興法を成立させ、失業対策のため公共工事費用を大蔵省が貸出したことにより、ロンドン地下電気鉄道はハムステッド・チューブのエッジウェアまでの延伸工事資金の調達に成功した。1922年6月12日、ゴルダーズ・グリーンでロンドン地下電気鉄道会長兼社長のアシュフィールド卿が鍬入式を行い、工事が着工された。

この延伸線は農地を抜けるため、地下よりも地上に路線を建設する方が安価ですみ、建設期間も短くできたため、ブレント渓谷にかかる橋梁と、ハイドとヘンドンの短いトンネルを除いて地上に路線が建設された。駅の設計もロンドン地下電気鉄道の建築家スタンレー・ヒープスが設計した郊外仕様のものとなった。この延伸線の1923年11月19日にヘンドン・セントラルまで部分開業し、以下の駅が設けられた。
- ブレント（後のブレント・クロス）
- ヘンドン・セントラル

残りの延伸区間は1924年8月18日に開業し、以下の駅が設けられた。
- コリンデイル
- バーント・オーク（1924年10月27日開業）[60]
- エッジウェア

### ケニントン 1922年 -1926年
1922年11月21日、ロンドン電気鉄道は1923年の議会に、チャリング・クロスからケニントンまで延伸し、シティ・アンド・サウス・ロンドン鉄道と連絡する路線の申請を行うと発表した。この提案は1923年ロンドン電気鉄道法として1923年8月2日に国王裁可された。
この延伸工事ではループ構造だったチャリングクロス・ユーストン・アンド・ハムステッド鉄道の終点駅が直通運転用に改造され、ループ線は廃棄された。トンネルはテムズ川の下を抜けてウォータールー駅、ケニントンへと延伸され、シティ・アンド・サウス・ロンドン鉄道との乗換駅となるケニントンには新たに2面のプラットフォームが設けられた。ケニントン駅を超えたトンネルはシティ・アンド・サウス・ロンドン鉄道のトンネルと接続された。新線はシティ・アンド・サウス・ロンドン鉄道のモーデンまでの延伸と同時に1926年9月13日に開業し、以下の駅が設けられた。
- ウォータールー
- ケニントン

1913年にシティ・アンド・サウス・ロンドン鉄道はロンドン地下電気鉄道に買収されており、1924年にユーストンからカムデン・タウンに延伸した際、チャリングクロス・ユーストン・アンド・ハムステッド鉄道とシティ・アンド・サウス・ロンドン鉄道の線路が接続されていた。この北側での接続に加え、南側のケニントンでも線路が接続されたことにより、2つの会社は新造のスタンダード形電車を使用した1つの路線として運転されるようになった。1930年代までそれぞれの会社の路線は別の名前を冠していたが、路線図には単一のラインカラーで示されるようになった。

## 公営会社への移行 1923年–1933年
各社による共同運航や、延伸などのネットワーク全体の改善にもかかわらず、ロンドンの地下鉄各線の収益は伸び悩んでいた。ロンドン地下電気鉄道は高収益のロンドン・ゼネラル・オムニバス（英語: London General Omnibus Company、LGOC）を1912年に傘下に収め、バス事業の収益で地下鉄の赤字を補てんしていた。 1920年代に台頭した多数の小規模バス会社との競争により、バス事業の収益は次第に悪化し、ロンドン地下電気鉄道グループ全体の経営状態も悪化して行った。
ロンドン地下電気鉄道の収益基盤を維持するため、ロンドン地下電気鉄道の会長だったアシュフィールド卿は政府にロンドン地区の公共交通を統制するよう政府にロビー活動を行った。1923年以降、ロンドンの公共交通を規制する行政措置がアシュフォード卿と労働党のロンドン・カウンティ・カウンシル議員ハーバート・モリソン（後に国会議員となり、運輸大臣も歴任する）の間で戦わされ、規制の程度と、公的機関が運営する公共交通機関の役割をめぐる議論を経ながら公営化への手続きが順次取られていった。アシュフィールド卿はこの政策を通じてロンドン地下電気鉄道グループが競争から保護されるとともに、ロンドン・カウンティ・カウンシルが運営する路面鉄道を支配することをもくろむ一方で、モリソンは公的機関がロンドンの公共交通すべてを運営することを考えていた。7年に及ぶ議論の末、1930年末にはロンドン地下電気鉄道、メトロポリタン鉄道及びすべてのロンドン地区のバスと路面鉄道の運営を引き継ぐロンドン旅客運輸公社（英語: London Passenger Transport Board、LPTB）の設立が発表された。公社は国有化ではない公有化という妥協の産物ではあったが、1933年7月1日に設立され、ロンドン電気鉄道と、吸収された他の地下鉄会社は同日付で清算された

## その後
1933年以降のこの路線についてはノーザン線も参照のこと。
ロンドン旅客運輸公社はチャリングクロス・ユーストン・アンド・ハムステッド鉄道とシティ・アンド・サウス・ロンドン鉄道を併せた路線の命名に苦慮し、1933年には「エッジウェア・モーデン・アンド・ハイゲート線」としたものを1936年には「モーデン・エッジウェア線」に改めている。1937年には、ノーザン・ハイツへの延伸を見越して「ノーザン線」の名称が使われるようになった。こんにち、ノーザン線はロンドン地下鉄で最も乗客の多い路線であり、年間2.07億人を輸送し、その混雑と不安定な運行から1990年代にはミザリー・ライン（悲惨な路線）と呼ばれた。